# Любомир Ноев
Любомир Ноев Ноев е български офицер, майор, първи командир на Парашутната дружина.

## Биография
Роден е на 20 юни 1909 г. в Самоков. Завършва Военното училище през 1930 г. със звание подпоручик от 6 септември 1930 г. Служил е като командир на батарея в Ксанти през 1941 г. и като ПВХЗ в 44-ти полк през 1942 г. Заминава на специализация по парашутизъм в Германия през 1942 г. През 1943 г. е началник секция в Трета армия. Назначен е за командир на парашутната дружина през 1944 г. След преврата на 9 септември 1944 г. Парашутната дружина е включена в състава на Втора пехотна тракийска дивизия към Първа армия. Под командването на капитан Ноев дружината взема участие в боевете за Стражин и овладяването на Куманово. На 24 ноември 1944 г. дружината е посрещната тържествено в София. Майор Ноев заедно с парашутната дружина взема участие и във втората фаза на войната. На 15 април 1945 г. дружината води боеве за овладяване на с. Ястребци. На 16 април дружината спира за отдих по пътя към Зашевац. При внезапен минометен огън са убити майор Любомир Ноев и командирът на бронираната дружина майор Иван Гюмбабов. Майор Ноев е произведен посмъртно в подполковник.

## Военни звания
- Подпоручик (3 септември 1930)
- Поручик (3 септември 1933)
- Капитан (6 май 1939)
- Майор (24 октомври 1944)
- Подполковник (април 1945, посмъртно)

## Награди
- Орден „За храброст“ IV степен I клас